# مزولادانی
مزولادانی (به مجاری:  Mezőladány) یک منطقهٔ مسکونی در مجارستان است که در ناحیه کیش‌واردا واقع شده‌است. مزولادانی ۱۴٫۰۴ کیلومتر مربع مساحت و ۱٬۱۳۸ نفر جمعیت دارد.